# ISO 19111
ISO 19111 Geographic Information – Spatial referencing by coordinates ist eine Norm aus der Serie ISO 191xx zur Normung von Geoinformationen und Geodaten.
Sie liegt seit Oktober 2007 auch als deutsche DIN EN ISO 19111 vor. Mit Ausgabedatum Juni 2012 ist der zweite Teil DIN EN ISO 19111-2 Geoinformation – Koordinatenreferenzsysteme – Teil 2: Erweiterung auf parametrisierte Werte erschienen.
ISO 19111 definiert ein konzeptuelles Schema für Koordinatenreferenzsysteme, indem sie den Zusammenhang zwischen Koordinatenreferenzsystem, Geodätischem Datum und Koordinatensystem klarstellt. Daneben werden die Rahmenbedingungen für Koordinatenoperationen (Koordinatentransformationen und Koordinatenkonversionen) dargelegt. Es wird ein System von Attributen aufgebaut, mit dem sich Koordinatenreferenzsysteme und Koordinatenoperationen beschreiben lassen.
Die Norm ist zusammen mit ISO 19107 die Grundlage für den Raumbezug von Geodaten.